# 特劳恩河畔施泰讷基兴
特勞恩河畔施泰讷基兴（德語：Steinerkirchen an der Traun）是奥地利上奥地利州韦尔斯兰县的一个市镇。总面积33.5平方公里，总人口2355人，人口密度70.3人/平方公里（2005年）。